# Marino (Włochy)

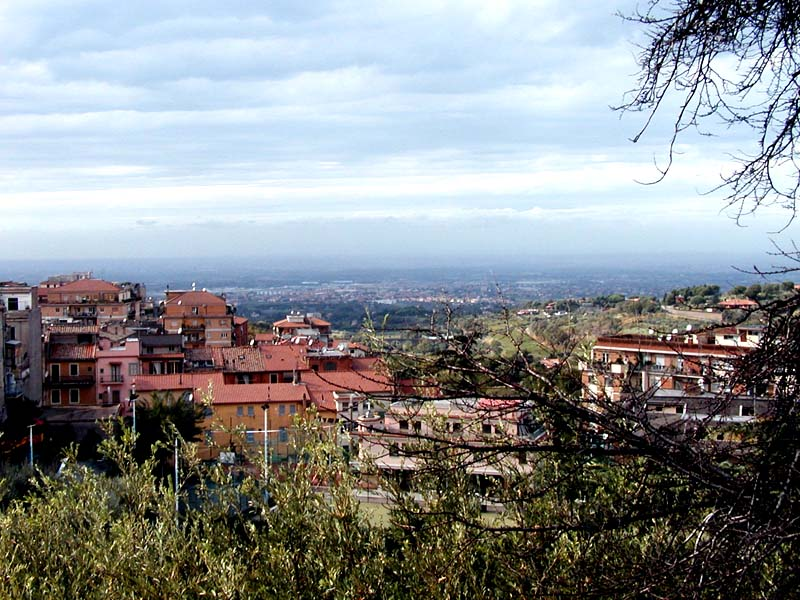
Marino

Marino – miejscowość i gmina we Włoszech, w regionie Lacjum, w prowincji Rzym.
Według danych na rok 2004 gminę zamieszkiwało 30 626 osób, 1 177,9 os./km².

## Miasta partnerskie
- Anderlecht, Belgia
- Boulogne-Billancourt, Francja
- Neukölln, Berlin, Niemcy
- Asyż, Włochy
- Ischia, Włochy
- Naupaktos, Grecja
- Paterna, Hiszpania
- Irving, Stany Zjednoczone